# Canon EF 16-35mm
Le EF 16-35mm f/2,8L USM est un zoom pour professionnel fabriqué par Canon, de monture EF et allant de très grand angle à grand angle. Il remplace depuis 2001 le EF 17-35mm f/2,8L USM, qui lui-même remplaçait le EF 20-35 f/2,8L.

## Description
Cet objectif est en partie étanche grâce à des joints en caoutchouc, et son diaphragme à 7 lames est à peu près circulaire entre f/2,8 et f/5,6. Une deuxième version de cet objectif a été mise sur le marché en 2007.